# Thomas Brooke, 8. Baron Cobham
Thomas Brooke, 8. Baron Cobham (*  15. Jahrhundert; † 19. Juli 1529 in Cobham, Kent), war ein englischer Peer zur Zeit Heinrichs VIII.

## Biografie
Er war der Sohn und Erbe von John Brooke, 7. Baron Cobham († 1512) und dessen zweiter Gattin Margaret Neville († 1506). Beim Tod seines Vaters 1512 erbte er dessen Titel eines Baron Cobham. Als solcher wurde er erstmals am 23. April 1514 durch Writ of Summons ins House of Lords einberufen.
Brooke gehörte zum Gefolge von König Heinrichs VIII. Bereits 1513 nahm er am Kriegszug gegen Frankreich teil. Er war an der Belagerung von Tournai und der Schlacht bei Guinegate am 18. August 1513 beteiligt. Nachdem Tournai am 25. September 1513 gefallen war, schlug ihn der König dort, nach einem Dankgottesdienst am Folgetag zum Knight Bachelor. 1514 war er bei den Fields of the Cloth of Gold bei Calais dabei.
1521 gehörte er zu den zwölf Baronen, die den Prozess wegen Hochverrats gegen Edward Stafford, 3. Duke of Buckingham führten. Schließlich ernannte ihn der König 1525 zu einem der Commissioner für die Grafschaft Kent. 
Brooke war dreimal verheiratet, nämlich mit Dorothy Heydon, Dorothy Southwell und Elizabeth Hart. Aus erster Ehe hinterließ er einen Sohn, George Brooke (um 1497–1558), der ihm als 9. Baron Cobham beerbte, sowie eine Tochter, Elizabeth Brooke (1503–1550), die den Dichter Sir Thomas Wyatt heiratete.
Er starb 1529 und wurde in Cobham begraben.